# Cheilinus bimaculatus
 Cheilinus bimaculatus és una espècie de peix de la família dels làbrids i de l'ordre dels perciformes.

## Morfologia
Els mascles poden assolir els 15 cm de longitud total.

## Distribució geogràfica
Es troba des de l'Àfrica oriental fins a les Hawaii, les Illes Marqueses, el sud del Japó i Vanuatu.